# 野島昭生
野島 昭生（のじま あきお、1945年4月6日 - ）は、日本の声優、俳優、ナレーター。東京都杉並区、西東京市出身。旧芸名は野島 汎平。
3人の息子がおり、長男の野島裕史と次男の野島健児は共に声優、三男は作家の野島智司。孫（健児の長男）は俳優の野島透也。
代表作に『ナイトライダー』（K.I.T.T.〈ナイト2000〉）や『ナイトライダーNEXT』（K.I.T.T.〈ナイト3000〉）、『CSI:科学捜査班』（ギル・グリッソム）などがある。

## 経歴
満洲国（現：中華人民共和国）撫順市で誕生したが、父は生後40日目に終戦のわずか一か月前に召集されて戦死。終戦後、母と姉ともにソ連軍に追われながら、日本に引き揚げた。東京都杉並区の四畳半のアパートに住み、母が外で働き詰めに働き、姉と共に育つ。そのような環境で子役として芸能界に入ったと語っている。
子供ながらに変なプライドがあり、テレビ局からは車で送り迎えをしてもらっていたが、家を見られるのが嫌だったため、家まで送ってもらったことは無かった。そのため、家近くのカドまでくると、「ボク、ここでいいです」と降りてしまったという。子供の頃から明るく活発な性格で、その性格に芸がカバーされているという。1981年時点でも「幼年期のコンプレックスの裏返しかナァ」と思うようなところもいっぱいあり、「妻はわかってるようだが……」という。また小さい頃からサービス精神旺盛であり、義理のオジが「俳協で彼の紹介で子供の芝居があるから」と言い、偶々観に来ていたプロデューサーが「テレビに出ないか」と誘ったという。1954年頃からテレビとラジオの両方の仕事をしていたという。当時はラジオ東京（のちのTBSラジオ）のラジオ、のちにテレビで同時生放送されていた教養番組『ぴよぴよ大学』の5代目矮鶏（ちゃぼ）博士として約2年半出演していた。
小学5年生の時に劇団東芸の青年部のようなところに入団し、高校2年生までテレビドラマの子役として活躍していた。当時は森山周一郎、大塚周夫、富田耕生らが20歳そこそこの若手俳優としてその劇団に所属していた頃だった。子役時代に同じ劇団に所属していた野沢雅子に手を引っ張ってもらいNHKに通っていた。劇団で色々な仕事をしていく中でラジオドラマに出演。声優としても子役時代から活動しており、洋画のアテレコにも数多く出演。初仕事は外国映画『地方検事』であったが、セリフはたったひと言であり、父親が殺されてショックで口を開けなくなった子ども役であった。
東京都立井草高等学校卒業。学校卒業後、その頃は『ローハイド』のアテレコをしていたが、「どうしようかな」と考え、「じゃ、芝居をやろう」ということで、それだけでは食べていけないことからアルバイトをして生活していた。その後、東京俳優生活協同組合に所属し、1989年にシグマ・セブンへと移籍。
本格的にレギュラーをもらってから印象に残っているのは、『ナンシーはお年頃』であり、そのレギュラーで初めて本格的にアテレコをやり始めた。当時は声だけでなく、スタジオドラマ、TV映画といった生の顔出しも色々出演していたが、「やっぱりアテレコっていうのは面白いな」と思い、どんどんそちらに行って、30歳前からはほとんどアテレコだけになったという。
室生犀星の詩や、太宰治、シャルル・ボードレールなど色々なものを勉強をするため、喫茶店やレストランなどで詩の会をしていた。のちに妻となる19歳の頃の恋人も詩や中原中也などが好きで、21歳の頃の昭生を見に来て知り合ったという。
1977年から1986年にかけて、スラップスティックのリーダー、ベーシスト（当初はギター担当で、後にパートが変わった）としても活躍した。
1980年時点では家は小さかったが、野菜を少し作ったこともあり、妻がナチュラリストだったこともあって家族全員で大分県竹田市荻町の山奥に引っ越しして、自給自足の生活をして一時は声優活動を休止していた時期もある。
長男の裕史が20歳の時に就職した際、昭生は「農業に飽きたから東京に戻る」と言い出した。その後は東京と九州を行ったり来たりしながら声優の仕事を続けていた。
九州のローカル局でアナウンサーの講師をしていた時期もある。

## 人物

### 特色・役柄
声種はバリトン。ちょっと高めだが、温かい声が魅力的。
アニメ、外画を中心に、ナレーションでも活躍している。特に外国映画の吹き替えが多く、セリフも難しく収録も大変だが、外国映画が一番好きだという。1981年時点では声優、テレビドラマ、芝居、最終的に「どれをやりたい」とジャンルを絞るつもりはないようだが、しいていえば「全部やりたい」という。「1本1本、懸命にすればそれが身についてくる」といい、最初に花沢徳衛に「毎日が勉強だ」と言われたという。声の仕事の一番の魅力についてはアテレコに限れば、「役にいかになりすまして、自分が日本語版で、その役にプラスアルファをしていくか。さらにおもしろいものをつくっていくか」というところをいつも心掛けているという。アフレコ開始当初の時代は全て生放送であり、それが一番嫌だったが、しばらく経って録音になった。
次男の健児によれば、昭生は三枚目役が多く、ヒーロー作品に出演する際、戦隊ものにおけるポジションでいえばイエローやグリーンの役柄が多かったとのこと。昭生は「グリーンやイエローは楽しいんだよ」と健児に語っていたが、当時の健児はそれについて理解できなかった。後年健児が昭生と同じく声優業を開始した際に、「イエローやグリーンは『自由にやってください』という役が多く、脇役こそ役者の力が試されるテクニカルな仕事」であると再認識し、昭生の語っていた役柄のやりがいや楽しさを感じるようになったという。
『ローハイド』出演時は最初から30分通しで収録していたが、最後にトチると最初からやり直しになるため、皆必死だったという。当時の昭生は高校時代から出演していたが、その頃は20代の小林修、永井一郎、山田康雄、市川治、藤岡琢也らも同じ『ローハイド』のレギュラーだった。その後、小林、山田、市川、藤岡と次々に世を去り、2013年当時に永井に会ったところ「野島くん、『ローハイド』に出ていた声優で、今生きてるのは君と僕だけだよ」と言われたが、その永井も2014年に死去している。
ナレーションとアテレコの違いについては「作品の内容がどういうものなのか、どういうターゲットなのか、何を言わんとしているのかをまず把握することを考えると、同じですね・・・。」という。ナレーションの場合は、「作品をつくった人の、こういう作品にしたいという気持ちがきちんと伝わってくる」、アテレコの場合は、映画製作した監督、アテレコの監督がおり、「ミステリーだ、ラブだとか、いろんなテーマがあって、それぞれ理解しなければならない」と話している。
セリフを言う時に大切にしているのは、「その役の人物がどういう気持ちで喋っているのか？」とのこと。「そのセリフを言っている自分の心は、何を感じて何をどう思いそのセリフを言っているか？」とのことで、感じていることを一番大切にするが、それを表現するのはもっと難しいという。
声の仕事で印象的だったのは映画『エリックの青春』で、それを見て感銘を受けた人物から、「自分は本当は死のうと思ってたけど、これを見て、やっぱり生きることの大切さがわかった」と切々とした手紙をくれた。その時、「ああ、こういう仕事をやっていて、人助けじゃないんだけど、そう感じてくれている人がいるんだな」と嬉しかったという。
『ナイトライダー』ではナイト2000の人工知能K.I.T.T.の役作りにはずいぶん悩み、ディレクターとも2人で話し合ったが、パイロット版の製作は難航し、およそ1か月をかけた3度目の収録でようやく完成した。現在の喋り方になるまでは、原語に近いフレンドリーな口調や、逆に徹底的に無機質な演技も試したというが、最終的には「マイケルを兄と慕う弟（兄弟愛）」「奔放な兄を窘める慎重派の弟」をイメージした上で、少しコンピュータっぽく、かつ大人っぽくした感じにすることで決まったという。ブルーレイBOXに同封のブックレットにあるインタビューによると、K.I.T.T.の声は機械でエフェクトを掛けないといけないため、主演で相棒のマイケル・ナイト役の声優ささきいさおとは別録りで収録せねばならず、「彼の収録を見てから演技に入り、覚えている内に一気に録り終えた」とのこと。ブルーレイBOXのための追加収録でも、当時の雰囲気を再現するために別録りとした。それだけにマイケルとK.I.T.T.の掛け合いは、一番苦労していた。現在でもK.I.T.T.は野島の代表作として挙げられ、野島自身も「自分の仕事の中で三本の指に入る」と語っている。テレビ放送時の全74話のエピソード中、最も印象に残っているのはシーズン3第13話「ナイト2000魔の毒液に溶ける!決死の再生!立ち直れキット!!︎（原題：JUNK YARD DOG）」と述べている。2012年にはフジテレビのみ放映された『ナイトライダーNEXT』での新型K.I.T.T.〈ナイト3000〉の役も担当している。なお原語版ではナイト2000（ウィリアム・ダニエルズ）とナイト3000（ヴァル・キルマー）は各々異なる人物が演じている。

### 家族との関係
妻との結婚は、出会いから2年か3年して劇団を退団した時であったことからお金もなく、結婚式もできなかった。その時に「一緒に住んじゃおう」というため、籍だけ入れておいていた。しかし「子供が生まれる」というため、「式の写真がないとまずいんじゃないか」ということで、向こうと野島の親戚の20人ぐらいで、父の墓の前で仏前結婚をすることになった。ちょうど住職も若く、「初めてだから練習のためにやろう」ということになった。野島の結婚式の仲人は、花沢徳衛だった。その後、曽我部和恭の結婚式を見た際には「こんな多くのみんなに祝福されていいな」と思ったという。
1983年当時の息子たちは昭生曰く「元気なのが一番の願い」ということで、数年前から自然食であった。昭生によると幼少期の裕史は身体が弱かったため、次男には「健康に育つように」と「健児」と名付け、三男の智司は離乳食からずっと玄米食であったという。その願いが実り、全員ほとんど病気はしたことがなかったという。なお、昭生曰く3人目は女の子が欲しかったとのこと。
息子たちとの共演の機会も何度かあり、実際に親子役で共演することが多い。裕史が主演の『スケアクロウマン』ではゲストとしてシュタインの現在の声を演じ、その過去の声を健児が担当したことで親子三人での共演が実現した。『スケートリーディング☆スターズ』でも息子たちが演じる双子の兄弟の父親役を演じ、親子三人での共演を果たしている。
健児によると、昭生との共演の機会に「芝居のアプローチが僕とは全然違うんだな」と感じていた。昭生はたとえノイズ等でリテイクが出たとしても、全く同じクオリティで常に120点出すという芝居のアプローチをしていた。健児は昭生の芝居のアプローチは絶対真似できないことであり、「すごいな」と思った。健児は小さい時から昭生の仕事を見てきたが、そういうことは共演してはじめてわかったという。
職業としての声優は時間が決まってないため、幼少期の健児は昭生が仕事に行くたびに「今日は、何時に帰ってくるの？」と聞いていた。健児が「今日は遅くなるから、先に寝ちゃってるよ」と言うと、昭生は「今日は早いから、おみやげ買って帰るよ」と答えたりして、昭生が帰ってくるのを楽しみにしていた。昭生はイベント、吹き替えの仕事が行われることが多い日曜日になるべく休み、健児たちを遊びに連れていったという。1981年時点では「必ずおフクロのところに遊びに行く」のが一家のルールであった。
健児は物心つく前から昭生の声をテレビで見聞きし、ポスターに昭生の姿が写ってる情景を見て育ったため、役者というのが身近な仕事の一つという意識があったという。健児が学校で人形劇などの教育放送を見て、テレビから流れる声が昭生の声だった時には、誇らしい気分であったという。健児は自慢気に「あれ、パパの声だよ」と言いながら、「ああ、僕もいつかああいうのをやりたいな」とも思っていたと語る。
家にも昭生の台本がたくさん置いてあり、健児はそれを見せてもらったり、実際に昭生が練習しているところも見ていた。そのように昭生が真面目に仕事をしている姿を見るというのは子供の健児にとって「凄く良かった」と感じていたと語る。
健児は昭生に「子役をやりたい」と話したことはあったが、妻の方が芸能活動に反対していたと語る。
健児は昔、昭生の芝居を見て、「なぜあんなに濃い、大げさな芝居をするんだろう？ もっとナチュラルに演じられないのかな？」と不思議に思い、すごく嫌で聞いてても恥ずかしかった。しかし、後年に健児が青二塾に入塾して初めて「声の世界というのは、ナチュラルな芝居をしていては伝わらないものがあるんだ」と気づいたと語る。
息子たちが学校を中退する決断は色々な意味で「たいへんな道」であったといい、妻とともにめちゃくちゃ怒っていた。
コンスタンチン・スタニスラフスキーのスタニスラフスキー・システムを持っており、健児が声優になる前に「まずは演技について勉強しなさい」と渡していたが、放置されてしまった。
裕史は当時、就職した仕事があるため九州に残ったが、昭生は何か思うところがあり、「農業からもう一度、本腰を入れて役者の仕事をやりたい」と、健児と大学受験を目指していた智司を連れて一緒に上京したという。
健児には青二塾を「知り合いも教えているし、芝居も基礎から教えてくれる。試験を受けてみろ」と昭生が勧めたことで健児は青二塾に入塾したという。
青二塾時代の健児は、自分が昭生の息子だと、青二塾の同級生には誰にも言わなかったという。その時の健児は昭生の言っていることが全然わからなかったといい、昭生もそれを理解したのか、何も言わなくなった。健児によると、昭生から言われたのは「ちゃんと栄養のあるものを食べなさい」、「自己管理をちゃんとしなさい」、ということだけだったという。健児が創作SF時代劇をして源義経と戦う想定のストーリーで樋口兼光役を演じていた時、その卒業公演には妻とともに見にいっていた。
昭生は声優デビューを果たした健児に、「ここからが始まりだからな」「新人だからといって、新人づらをするな」と言っていた。「新人はできなくて当たり前なんだから、萎縮せずに堂々として、できないことは真摯に学べ」という意味だったが、当時の健児はそういう意味だとはわからなかった。その後、健児は「先輩すみません、ドア開けます」のようにせず、ひとりの人間として「そこにいなさい」と昭生が言ってたのはそういう意味だと後で気がついたという。また、健児が声優デビュー以降の苦しかった5年間、昭生に「どうしたらいいんだろうね?」ぐらいは言っていたが、真剣に相談はしてなかったという。
健児が出演していた『ちびまる子ちゃん』のオンエアを昭生に観てもらったところ、「いいじゃないか」「そのまま行きなさい」「全然、遜色ないよ。自信を持ってやりなさい」と評価され、健児は「認められた。これなら声優を続けられる」とその言葉に救われたという。
息子2人に芝居や声優界についてのアドバイスは何もしたことないという。「今度、こういう仕事をやるんだよ」「へえ、そうなんだ」というくらいの話はするが、「これはこうだよ」「ああだよ」という話は、一切していないという。
『CSI:科学捜査班』に偶々、ディレクターの粋なはからいで、裕史と健児と健児の妻を一緒に呼んでくれたことがあった。4人で同じスタジオに入って収録し、皆は平気にしていたが、内心一番ドキドキしていたのは昭生ではないかと語っている。

### その他エピソード
1980年時点では自分が出演した作品は極力見るようにしているが、毎晩のように外で飲むため、ほとんど見れないという。特に水・金はレギュラーであったため見られなかった。テレビの仕事をしていることから、「子供にあまりよくない」ということでテレビはあまりつけなかった。また子供たちは「アニメ禁止」であり、仮にアニメを見る場合でも「これとこれ」と決めており、『無敵超人ザンボット3』、『科学冒険隊タンサー5』など、昭生自身が出演しているものだけは見せていたという。
『合身戦隊メカンダーロボ』のオーディションのスタジオで偶々神谷明、曽我部和恭に隣り合わせ、「この三人がレギュラーに決まったらいいね。」と話し会って帰ったところ、期待通りに3人が合格し、レギュラーとして出演。その後は意気投合し、飲みに行ってはともに語り合い、旅に出かけてはともに歌い合う仲となっていった。神谷明や曽我部和恭や伊武雅刀らと東京都新宿区四谷三丁目あたりでよく飲みに行ったスナックで曽我部がギターを披露し、あまりに上手だったためにバンドを結成する気になり、古川登志夫、古谷徹を迎え、スラップスティックを結成。1回目の練習では真夏のため、全員汗だくになったという。アテレコとは違う世界を触れたことで、このバンド時代を「凄く楽しかった、いい経験ができた」と振り返っている。すでにバンドとしての活動は終了しているが、2007年2月に元メンバーの曽我部・鈴置洋孝両名の追悼コンサートを行っている。
仲のいい声優については、誰とも親しいため「あえてこの人」というのはないが、スラップスティックのメンバーはもちろんだが、強いて言えば森功至、石丸博也を挙げている。森とは俳協時代から、長く付き合っているという。
役者になっていなかったら、「地味な研究の物理学者」になっていたという。2つの大学に合格をしていたが、経済的理由で進学を断念したという。
安元洋貴は野島のことを「恩師」と語り、初仕事の時には野島から稽古をつけてもらっていたという。
趣味・特技はギター、スケート、卓球、草野球、将棋、カメラ。所持資格は普通自動車免許。
好きな言葉は「己心厳」、「自分に厳しく　人に優しく」。

## 出演
役名のうち、太字はメインキャラクター。

### テレビアニメ
1964年
- ビッグX（刑事）

1967年
- レインボー戦隊ロビン（ミケロン）

1968年
- 巨人の星（1968年 - 1969年）

1969年
- アタックNo.1（三村秀三）

1970年
- 赤き血のイレブン（屋島才三）
- あしたのジョー
- ばくはつ五郎

1971年
- アパッチ野球軍（ダニ）
- さるとびエッちゃん（1971年 - 1972年）

1972年
- アストロガンガー（ブラスター99 / アスファルター、大山次郎）
- デビルマン（ドランゴ）

1974年
- 柔道讃歌
- てんとう虫の歌
- 破裏拳ポリマー
- 荒野の少年イサム

1975年
- ドン・チャック物語

1976年
- ドカベン（大道寺、晴彦）
- 母をたずねて三千里（ロッキー）

1977年
- あらいぐまラスカル（カール・マーティ）
- 合身戦隊メカンダーロボ（敷島竜介）
- 新・巨人の星（1977年 - 1978年、田淵幸一）
- 無敵超人ザンボット3（1977年 - 1978年、神一太郎）

1978年
- 家なき子（フォートン）
- 一球さん（岩風監督）
- 宝島（1978年 - 1979年、グレー）
- 無敵鋼人ダイターン3（ナレーター）

1979年
- 科学冒険隊タンサー5（1979年 - 1980年、赤井大地〈ダイチ〉）
- 銀河鉄道999（1979年 - 1980年、青年、ナヴァロ）
- 新・巨人の星II
- 未来ロボ ダルタニアス（ラムス）
- 野球狂の詩（藤尾）

1980年
- 鉄腕アトム（第2作）（1980年 - 1981年、タック）
- ベルサイユのばら
- 無敵ロボ トライダーG7（川村）

1981年
- 怪物くん
- 銀河旋風ブライガー（チェホボラ）
- 新竹取物語 1000年女王（雨森元）
- ワンワン三銃士（1981年 - 1982年、アトス）

1982年
- おちゃめ神物語コロコロポロン（アポロン）
- Dr.スランプ アラレちゃん（マシリト）
- パタリロ!（タマネギ部隊の3人目、ヒューイット）
- 魔境伝説アクロバンチ（リョウ）
- 六神合体ゴッドマーズ（ガッシュ）

1983年
- 亜空大作戦スラングル（1983年 - 1984年、キャプテン・チャンス）
- 伊賀野カバ丸（前島）
- 銀河疾風サスライガー（ブッコロ）
- 装甲騎兵ボトムズ（1983年 - 1984年、アロン・シュミッテル）
- ふしぎの国のアリス（おとうさん）
- プラレス3四郎（プロデューサー）
- まんが日本史（1983年 - 1984年、藤原基経、後三条天皇、平清盛、足利義満、松平定信）

1984年
- オヨネコぶーにゃん（大判焼ウマ夫）
- ふしぎなコアラブリンキー（エリマキトカゲ、パパ）
- ふたり鷹（デビッド・アルダナ）
- 牧場の少女カトリ（テーム）
- 魔法の妖精ペルシャ（1984年 - 1985年、速水英樹）
- ミームいろいろ夢の旅（シャンポリオン）

1985年
- プロゴルファー猿（1985年 - 1988年、中年ゴルファー、ナレーション、司会者、アナウンサー、係の男、伴の者、ホットマン、青年A、部下、男(2)）
- あした天気になあれ（日吉）

1986年
- 愛少女ポリアンナ物語（ハロルド）
- 宇宙船サジタリウス（キャット）
- 青春アニメ全集「あすなろ物語」（加島）
- 生徒諸君!心に緑のネッカチーフを（金田巌）

1987年
- オズの魔法使い（木挽き台の馬）

1988年
- グリム名作劇場（つぐみのひげの王、音楽師）
- 聖闘士星矢（アーレス教皇）※聖域編のみ

1991年
- 横山光輝 三国志（曹洪）

1992年
- ファンタジーアドベンチャー 長靴をはいた猫の冒険

1993年
- 無責任艦長タイラー（通信兵）
- 幽☆遊☆白書（陰魔鬼）

1995年
- H2（竹村）

1996年
- 名犬ラッシー（サム・キャラクロー）
- るろうに剣心 -明治剣客浪漫譚-（般若）

1998年
- 快傑蒸気探偵団 TV ANIMATION SERIES（キトマー）
- ドクタースランプ（怪獣博士）
- 遊☆戯☆王（吉森）

1999年
- THE ビッグオー（1999年 - 2003年、R・インストル） - 2シリーズ
- シティーハンター 緊急生中継!? 凶悪犯冴羽獠の最期（おかまのママ）
- ∀ガンダム（1999年 - 2000年、シド・ムンザ）

2000年
- 名探偵コナン（2000年 - 2019年、片桐正紀、萬田年久、漆原典児、小嶋元次、熊堂巌、福原栄鏡、深町惇史）

2001年
- 電脳冒険記ウェブダイバー（老騎士）

2002年
- 犬夜叉（羅刹の勘助）
- 陸上防衛隊まおちゃん（鬼瓦陸士郎）

2004年
- KURAU Phantom Memory（フランク）
- ごくせん（沢田父）

2005年
- 英國戀物語エマ（2005年 - 2007年、リチャード・ジョーンズ） - 2シリーズ
- 奥さまは魔法少女（柏田祐二）
- 蟲師（旦那様）

2006年
- エンジェル・ハート（槇村の父）
- シュヴァリエ 〜Le Chevalier D'Eon〜（老デオン）
- ブラック・ジャック21（シュタイン博士）
- マージナルプリンス〜月桂樹の王子達〜（謎の男）

2007年
- DARKER THAN BLACK -黒の契約者-（ディケイド）

2008年
- ゴルゴ13（ウォルトン）
- シゴフミ（野島辰巳）
- スケアクロウマン（シュタイン）
- ハヤテのごとく!（チャット）

2009年
- きらりん☆レボリューション STAGE3（ニャイトライダー）

2011年
- 灼眼のシャナIII-FINAL-（『犀渠の護り手』ザムエル・デマンティウス）
- たまゆら〜hitotose〜（かおるの父）
- ドラえもん（テレビ朝日版第2期）（委員長）

2012年
- エウレカセブンAO（アレクサンダー・ボイル）

2013年
- キルラキル（揃三蔵）
- ゆゆ式（神）
- 夜桜四重奏 〜ハナノウタ〜（比泉槇春）

2014年
- 信長協奏曲（浅井久政）
- 六畳間の侵略者!?（里見雄一郎）

2016年
- 亜人（橋口）
- ALL OUT!!（拝島雄爾）
- 美男高校地球防衛部LOVE!LOVE!（ハシビロ先輩）

2017年
- モンスターハンター ストーリーズ RIDE ON（ノルム村長）

2018年
- グランクレスト戦記（クライシェ大公）

2020年
- BORUTO-ボルト- NARUTO NEXT GENERATIONS（無常）

2021年
- トミカ絆合体 アースグランナー（白いワシ、スカイカイザー）
- スケートリーディング☆スターズ（石川元）

2022年
- 名探偵コナン 犯人の犯沢さん（寺井黄之助）

2023年
- 青のオーケストラ（佐伯の祖父）

2024年
- ソードアート・オンライン オルタナティブ ガンゲイル・オンラインII（端末音声）
- BLEACH 千年血戦篇-相剋譚-（石田宗弦）

### 劇場アニメ
1979年
- ルパン三世 カリオストロの城

1980年
- がんばれ!! タブチくん!! 初笑い第3弾 あゝツッパリ人生
- まことちゃん

1982年
- 1000年女王（雨森元）

1983年
- パタリロ! スターダスト計画（タマネギ部隊B）
- プロ野球を10倍楽しく見る方法（ナレーター）

1984年
- プロ野球を10倍楽しく見る方法 PART2（ナレーター）
- 綿の国星（魚八の主人）

1985年
- オーディーン 光子帆船スターライト（山川）

1986年
- プロゴルファー猿 スーパーGOLFワールドへの挑戦!!（父親）
- メイプルタウン物語（ハリソン）

1987年
- プロゴルファー猿 甲賀秘境!影の忍法ゴルファー参上!（ナレーション）
- ベルサイユのばら 生命あるかぎり愛して（ベルナール・シャトレ）

2002年
- ギルステイン（オライアン・スアド博士）

2005年
- 劇場版 NARUTO -ナルト- 大激突!幻の地底遺跡だってばよ（ハイド）

2006年
- 名探偵コナン 探偵たちの鎮魂歌（深山総一郎）

2010年
- イヴの時間 劇場版（真崎篤郎）

2011年
- 鬼神伝（多治比麻呂）

2015年
- GAMBA ガンバと仲間たち（忠一）

2021年
- プリンセス・プリンシパル Crown Handler 第2章（ポール）

### OVA
- NORA（1985年、ビカンソン）
- トゥインクル NORA ロック・ミー!（1985年、マックス）
- 装甲騎兵ボトムズ ザ・ラストレッドショルダー（1985年、アロン・シュミッテル[58]）
- ウォナビーズ（1986年、オキ園田）
- 装鬼兵MDガイスト（1986年、クルツ）
- TWD EXPRESS ROLLING TAKEOFF（1987年、“ドラゴン”イワン・サルニコフ）
- やじきた学園道中記（1991年、本八幡）
- 紺碧の艦隊（1999年、松島九平）
- 銀河英雄伝説外伝 決闘者（2000年、ヘルクスハイマー伯爵）

### Webアニメ
- イヴの時間（2008年、真崎篤郎）
- メグミとタイヨウIII タイムラインワールド（2012年、ハヤマ教授）
- ULTRAMAN（2019年 - 2022年、おっさん / ヤプール） - 2シリーズ[一覧 1]

### ゲーム
- G-Nome（1997年、ステファン・キリー）
- EVE The Lost One（1998年、望月雅雄）
- ときめきメモリアル2（1999年、すみれパパ、的屋）
- BLOOD THE LAST VAMPIRE（2000年、正夫）
- サーヴィランス 監視者（2002年、ハリス・ライアン）
- Wild Arms: The 4th Detonator（2005年、アウグスト・ヘンリクセン）
- ファイナルファンタジーXII（2006年、ハルム・オンドール4世）
- スーパーロボット大戦Z（2008年、神一太郎）
- るろうに剣心 -明治剣客浪漫譚- 完醒（2012年、般若）

### ドラマCD
- ガンドライバー（ジェロニモ）
- 戦場ロマン・シリーズ「イカロスの飛ぶ日」（医師）
- 篁破幻草子（小野岑守）
- 「Danza」PLUS「COPPERS」（カッツェル）

### 吹き替え

#### 担当俳優
ウィンストン・チャオ
- 1911（孫文）
- 恕の人 -孔子伝-（孔子）
- 魔界戦記 雪の精と闇のクリスタル（張仙人）

J・T・ウォルシュ
- アウトブレイク（大統領補佐官）※日本テレビ版
- カナディアン・エクスプレス（マイケル・ターロー）※テレビ朝日版
- カラー・オブ・ハート（ビッグ・ボブ）

ジョン・ハード
- 判決前夜/ビフォア・アンド・アフター（ウェンデル・バイ）
- ホーム・アローン（ピーター・マカリスター）※テレビ朝日版
- ホーム・アローン2（ピーター・マカリスター）※テレビ朝日版

ツイ・ハーク
- 男たちの挽歌（音楽学院の審査員）※パラマウント版
- おじいちゃんはデブゴン（ツイ・ハーク）
- 桃さんのしあわせ（本人）
- 人魚姫（リー氏）

ハーヴェイ・カイテル
- グランドフィナーレ（ミック・ボイル）
- フロム・ダスク・ティル・ドーン（ジェイコブ・フラー）※Netflix版
- マッド・フィンガーズ（ジミー・アンジェレリ）

ビル・ナイ
- EMMA エマ（ミスター・ウッドハウス）
- ビューティフル・ゲーム（マル）
- JOY: 奇跡が生まれたとき（パトリック・ステップトー）

ブルース・デイヴィソン
- アンフォゲッタブル4 完全記憶捜査 #13（Dr.エドワード・ワイス）
- X-メン（ケリー上院議員）※テレビ朝日版
- X-MEN2（ケリー上院議員）※テレビ朝日版
- クレイジー/ビューティフル（トム・オークリー）

ロバート・デ・ニーロ
- ジョーカー（マレー・フランクリン）
- ジョイ（ルディ・マンガーノ）
- ダーティ・グランパ（ディック・ケリー）
- マイ・インターン（ベン・ウィテカー）

#### 映画（吹き替え）
- RRR（スコット・バクストン総督〈レイ・スティーヴンソン〉[72]）
- アイアン・スカイ 第三帝国の逆襲（ウォルフガング・コーツフライシュ、アドルフ・ヒトラー〈ウド・キア〉[73]）
- アイアンマン2（ハワード・スターク〈ジョン・スラッテリー〉）※テレビ朝日版
- 愛人 もうひとりのわたし（ミョンス〈シン・ヒョンジュ〉）
- 愛すれど心さびしく ※NETテレビ版
- 愛と喝采の日々（アーノルド）※TBS版
- 愛の選択（ゴードン〈ヴィンセント・ドノフリオ〉）
- アウトサイダー（ダレル・カーティス〈パトリック・スウェイジ〉）※フジテレビ版
- 悪魔の恋人（スティーヴ・ウォーカー〈ウィリアム・ピーターセン〉）
- アナベル 死霊館の人形（ペレズ神父〈トニー・アメンドーラ〉）
- アニマル・ハウス（グレッグ・マーマラード〈ジェームズ・ドートン〉）※テレビ朝日版
- アポロ13 ※日本テレビ版
- アマゾネス ※テレビ朝日版
- 雨のパスポート（ジョン〈パトリック・モワー〉）
- アメリカン・グラフィティ（カート・ヘンダーソン〈リチャード・ドレイファス〉）※フジテレビ版・TBS版
- アメリカン・スウィートハート（リー・フィリップス〈ビリー・クリスタル〉）
- アラスカ魂（ビリー・プラット〈フェビアン〉）※フジテレビ版
- アラモ（デイヴィ・クロケット〈ビリー・ボブ・ソーントン〉）
- ある愛の詩 ※日本テレビ版
- アルゴ探検隊の大冒険（アカスタス〈ゲイリー・レイモンド〉）※東京12ch版
- アルタード・ステーツ/未知への挑戦
- アンドロメダ…（ショーン）※テレビ朝日版
- 怒りの河（グリン・マクリントック〈ジェームズ・スチュアート〉）※ソフト版
- 5つの銅貨 ※東京12ch版
- 意表をつくアホらしい作戦（ナレーター〈マーティン・マル〉）
- イルカの日（マイク〈エドワード・ハーマン〉）※テレビ朝日版
- ウエスト・サイド物語 ※TBS旧録版
- ウエストワールド
- ウェンディの見る夢は（ジェイク〈ヒューゴ・ウィーヴィング〉）
- 宇宙からのツタンカーメン（ジャック・パーカー〈ロバート・ランドム〉）
- 海辺の家（ジョージ・モンロー〈ケヴィン・クライン〉）
- 裏窓（トム・ドイル刑事〈ウェンデル・コーリイ〉）※BD版
- 裏窓の女 -甘い嘘-（ユゴー）
- ウルヴァリン:X-MEN ZERO（ウィリアム・ストライカー〈ダニー・ヒューストン〉[74]）
- ウルフマン/狼男伝説（医師〈スティーヴン・レイ〉）
- エアプレーン超高層ビル激突（リック・ベンダー〈デジ・アーナズ・Jr.〉）
- エアポート'75（アレクサンダー少佐〈エド・ネルソン〉）
- 英雄の条件（ソーカル大統領補佐官〈ブルース・グリーンウッド〉）※ソフト版
- エイリアン2（ハドソン〈ビル・パクストン〉）※TBS版
- エクスカリバー（ロット〈キアラン・ハインズ〉）
- エターナル・サンシャイン（ハワード・ミュージワック博士〈トム・ウィルキンソン〉）
- Mの物語（ジュリアン）
- エリックの青春（エリック〈ジョン・サヴェージ〉）
- エンド・オブ・デイズ ※ソフト版
- エンブリヨ（ゴードン・ホリストン〈ジョン・エリック〉）
- オースティン・パワーズ:デラックス（米国大統領〈ティム・ロビンス〉）
- オーメン2/ダミアン（ポール〈ロバート・フォックスワース〉）※TBS版
- オール・ザット・ジャズ（オコナー・フロッド）※テレビ朝日版
- 黄金の七人（アルド〈ガブリエレ・ティンティ〉）※日本テレビ版
- 襲われた幌馬車（クリント）※フジテレビ版
- 男たちの挽歌（キン〈ケネス・ツァン〉）※パラマウント版
- オペレーション・メコン（麻薬取締局局長〈スン・チュン〉）
- 俺たちは天使じゃない ※フジテレビ版
- 会議は踊る（ペピ）
- カウボーイ ※フジテレビ
- 崖っぷちの男（フランク・キャシディ〈ウィリアム・サドラー〉）
- 風と共に去りぬ（スチュアート・タールトン〈ジョージ・リーヴス〉）※日本テレビ旧録版、（チャールズ・ハミルトン）※日本テレビ新録版
- 風とライオン ※テレビ朝日版
- 合衆国壊滅 M10.5（ポール・ホリスター大統領〈ボー・ブリッジス〉）
- 合衆国壊滅II 再襲来!M10.5（ポール・ホリスター大統領〈ボー・ブリッジス〉）
- 合併結婚（マイク・ビアーズレー〈ティム・マシスン〉）※テレビ朝日版
- カリフォルニア・ドールズ（ビル・ダッドリー〈リチャード・ジャッケル〉）
- カリブの嵐（フォリー少佐〈ボー・ブリッジス〉）※テレビ朝日版
- 彼と彼女の第2章（アンディ〈ジョー・マンテーニャ〉）
- かわいい女（ウィンスロー・ウォン〈ブルース・リー〉）
- 眼下の敵 ※テレビ朝日版
- カンバセーション…盗聴…（マーク〈フレデリック・フォレスト〉）※テレビ朝日版
- がんばれ!ルーキー（ジャック・ブラッドフィールド〈ブルース・アルトマン〉）
- カンフー・ヨガ（館長[75]）
- 黄色いリボン（フリント・コーヒル中尉〈ジョン・エイガー〉）※テレビ朝日版
- 奇蹟の輝き（クリス・ニールセン〈ロビン・ウィリアムズ〉）
- キャノンボール（マッドドッグ[76]）※フジテレビ版
- キューブ2（ジェリー〈ニール・クローン〉）※テレビ東京版
- 恐怖のエレベーター/高層ビルパニック（ジョンソン）
- 巨大生物の島（トム〈トム・ストヴァル〉）
- 銀河伝説クルール
- 空軍大戦略（アーチー少尉〈エドワード・フォックス〉）
- グリース（ドゥーディ〈バリー・パール〉）※日本テレビ版
- グリニッチ・ビレッジの青春（ロバート・フルマー〈クリストファー・ウォーケン〉、ニック・コスタ〈ビル・マーレイ〉）
- クリフハンガー（ハル・タッカー〈マイケル・ルーカー〉[77]）※日本テレビ版
- K-911 やっぱり俺たち最強コンビ（マイク・ドゥーリー〈ジェームズ・ベルーシ〉）
- K-9/友情に輝く星 ※テレビ朝日版
- ケイン号の叛乱（ペインター〈アーサー・フランツ〉）※フジテレビ版
- ゴーストバスターズ2（ピーター・ヴェンクマン博士〈ビル・マーレイ〉）※テレビ朝日版
- ゴーストバスターズ（エド・マルグレイヴ〈エド・ベグリー・ジュニア〉）
- コールド・ウォー 香港警察 二つの正義（マシュー・マック〈アレックス・ツイ〉）
- 恋人たちの予感（ハリー・バーンズ〈ビリー・クリスタル）※ANA上映版
- 攻撃 ※NET版
- 幸福の条件（ジェレミー・グリーン〈オリヴァー・プラット〉）※日本テレビ版
- 告発の行方（クリフ・オルブレクト〈レオ・ロッシ〉）※テレビ朝日版
- 地上より永遠に（マジオ〈フランク・シナトラ〉）※テレビ朝日版
- GODZILLA（チャールズ・ケイマン）※日本テレビ版[11]
- コッチおじさん（ピーター・ハーゼンスティール〈ラリー・リンビル〉）
- この胸のときめき（ジョー・デイトン〈ジェームズ・ベルーシ〉、ジョーイ・ジアン）
- コマンド戦略（カードウェル大尉〈トム・スターン〉）※NET版
- コルドラへの道（へザリンドン一等兵〈マイケル・カラン〉）※フジテレビ版
- コンドル ※テレビ朝日旧版
- コンフィデンスマン/ある詐欺師の男（ゼイビア〈トム・ウィルキンソン〉）
- ザ・インターネット ※フジテレビ版
- 策謀のシナリオ（ダニエル・マリン）
- さすらいのガンマン
- サハラに舞う羽根（ハミルトン大佐）※ソフト版
- サプライズ（ポール〈ロブ・モラン〉）
- THE MYTH/神話（グー教授）
- ザ・ミッション 非情の掟（ブン〈コウ・ホン〉）
- ザ・メキシカン（バーニー・ネイマン〈ボブ・バラバン〉）※テレビ朝日版
- ザ・ヤクザ（ダスティ〈リチャード・ジョーダン〉）
- ザ・ラスト・マーセナリー[78]
- ジェイソン・ボーン（リチャード・ウェッブ〈グレッグ・ヘンリー〉[79]）※BSテレ東版
- ジェット機奪回指令（サム〈ピート・デュエル〉）※テレビ朝日版
- 地獄の女囚コマンド
- 地獄の戦線（ジョンソン〈マーシャル・トンプソン〉）※東京12ch版
- 地獄への逆襲（クレム〈ジャッキー・クーパー〉）※テレビ版2
- シティ・スリッカーズ（フィル・バークィスト〈ダニエル・スターン〉）※テレビ東京版
- 死の谷（デューク・ハリス〈ジェームズ・ミッチェル〉）※フジテレビ版
- ジャスティス（ワーナー・ビッサー大佐〈マーセル・ユーレス〉）
- ジャッキー・チェンの必殺鉄指拳（洪〈ティエン・ファン〉[80]）※ソフト版
- 13日の金曜日 PART2（ポール・ホルト〈ジョン・ヒューリー〉）※日本テレビ版
- ジョーイ
- ジョーズ3（フィリップ・フィッツロイス〈サイモン・マッコーキンデール〉）
- 少林寺への道（タイチイ）
- シルクウッド（ドルー・スティーブンズ〈カート・ラッセル〉）※読売テレビ版
- 新宿インシデント（コウ〈ジャック・カオ〉）
- 真説フランケンシュタイン（ウィリアム・フランケンシュタイン）
- スタンド・バイ・ミー（成人のゴードン・ラチャンス / ナレーション〈リチャード・ドレイファス〉）※DVD・VHS版
- スパイ・ゲーム（チャールズ・ハーカー〈スティーヴン・ディレイン〉）※ソフト版
- スパルタンX（伯爵家の執事〈ハーバート・エデルマン〉[81]）※ソフト版
- スモール・ソルジャーズ（フィル・フィンブル〈フィル・ハートマン〉）※VHS版、（スチュアート・バーナシー〈ケヴィン・ダン〉）※日本テレビ版
- 成龍拳（オウ〈タン・リン〉）※TBS版
- 世界にひとつの金メダル（セルジュ・デュラン〈ダニエル・オートゥイユ〉[82]）※BSテレ東版
- セルピコ（ボブ・ブレア）
- 全艦発進せよ（アルビック〈ジョック・マホニー〉）※東京12ch版
- 戦争のはらわた（アンセルン〈ディエタ・シャイダー〉）
- 1000日のアン（ジョージ・ブーリン〈マイケル・ジョンソン〉）※NET版
- 千の顔を持つ男（クレイトン・チェイニー（21歳）〈ロジャー・スミス〉）
- 戦略大作戦
- 草原の輝き ※テレビ朝日版
- 続・青い体験（リノ）
- 続エマニエル夫人（牧師）※東京12ch版
- 続・黄金の七人 レインボー作戦（アルド〈ガブリエレ・ティンティ〉）※テレビ朝日版
- 大地震（ウォルター・ラッセル）※TBS版
- 大脱走2（マイク・コレリー大尉〈アンソニー・ジョン・デニソン〉）
- タイタン（ソラーノ大佐〈フランセスク・ガリード〉）
- ダイ・ハード2（ベーカー）※フジテレビ版
- ダイヤモンドの犬たち（ロバーツ）
- 大陸横断超特急 ※日本テレビ版
- 桃さんのしあわせ（ビン）
- タクシードライバー（トム〈アルバート・ブルックス〉）※TBS版
- 戦う幌馬車 ※フジテレビ版
- たったひとつの愛（フィル）
- ダラスの熱い日（ティム〈コルビー・チェスター〉）
- ダンサー（ウェイド〈ヴィクター・バービー〉）
- 探偵物語（アーサー〈クレイグ・ヒル〉）※フジテレビ版
- チェーン・リアクション（ドイル捜査官〈ケヴィン・ダン〉）※テレビ朝日版
- チップス先生さようなら
- 血のバレンタイン（ハワード〈アルフ・ハンフリーズ〉）
- 地方検事（子供）
- チャタレイ夫人の恋人（アントン〈アンソニー・スチュワート・ヘッド〉）
- チャレンジャー
- 沈黙の聖戦（フィッチ・マクウェイド）※テレビ東京版
- 追撃のバラード（R・L・デイヴィス〈リチャード・ジョーダン〉）
- 追跡者（コズモ・レンフロ連邦副保安官〈ジョー・パントリアーノ〉）※テレビ朝日版・テレビ東京版
- D3 マイティ・ダックス 飛べないアヒル3（テッド・オライオン〈ジェフリー・ノードリング〉）
- D-TOX（スレイター〈クリストファー・フルフォード〉）※テレビ東京版
- デイアフター2020 -首都大凍結-（カバナー社長〈サム・ニール〉）
- デイジー（チャン〈チョン・ホジン〉）
- テキサス（ハワード・シブレー）※テレビ朝日版
- テキサスSWAT（ケイヨ〈ロバート・ベルトラン〉）
- テスタメント（ホリス〈フィリップ・アングリム〉）
- 天国の日々（チャック〈サム・シェパード〉）
- デンジャラス・ラン（ハーラン・ホイットフォード〈サム・シェパード〉）※BSジャパン版
- 天地創造（アダム〈マイケル・パークス〉）※TBS版
- トゥームレイダー2（チェン・ロー〈サイモン・ヤム〉）※テレビ朝日版
- 動物と子供たちの詩
- 逃亡者（コズモ・レンフロ連邦副保安官〈ジョー・パントリアーノ〉）※テレビ朝日版
- トゥルーマン・ショー
- ドクター・ドリトル（ブレイン医師〈ポール・ジアマッティ〉、騎馬警官）※日本テレビ版
- 突撃隊（ホーマー〈ニック・アダムス〉）
- トップガン（バイパー〈トム・スケリット〉）※ソフト版
- ドミノ（バーク・ベケット〈ピーター・ジェイコブソン〉、ジェリー・スプリンガー）
- ドラキュラ（アーサー・ホームウッド卿〈ケイリー・エルウィス〉）※テレビ朝日版
- ドラゴン危機一発（シャン）
- ドラゴンロード（ロンの父 / ホー〈ティエン・ファン〉[83]）※ソフト版
- トラ・トラ・トラ!（ジョージ・エリオット）
- ドロップ・ゾーン（スープ〈カイル・セコー〉、ボブ・コヴィングトンFBI捜査官〈クラーク・ジョンソン〉）※テレビ朝日版
- 永遠の語らい（ジョン船長〈ジョン・マルコヴィッチ〉）
- ドン・ボスコ（ドン・ボスコ）
- ナッティ・プロフェッサー2 クランプ家の面々（リッチモンド学部長〈ラリー・ミラー〉）※フジテレビ版
- なりすましアサシン（アモス〈ロン・リフキン〉）
- 25時
- 2010年（オルロフ博士）※TBS版
- ノース・ダラス40
- 野ばら（ブルナー〈トマス・ヘルビガー〉）※NET版
- ハーツ・アンド・マインズ/ベトナム戦争の真実（チャールズ・ホーイ、スタン・ホルダー元伍長、マイク・スルソナ、ロバート・ケネディ）
- バーブ・ワイヤー/ブロンド美女戦記（カーリー〈ウド・キア〉）※テレビ朝日版
- バイオハザードII アポカリプス（チャールズ・アシュフォード〈ジャレッド・ハリス〉）※フジテレビ版
- ハイド・アンド・シーク 暗闇のかくれんぼ（ハファティ保安官〈ディラン・ベイカー〉）※テレビ東京版
- ハイヒール・エンジェル（トレメイン〈マーク・ウィリアムズ〉）
- 爆走!キャノンボール
- パシフィック・ハイツ ※フジテレビ版
- 馬上の二人
- ハチェット牧場の対決（メル）※日本テレビ版
- 初体験/リッジモント・ハイ（ブラッド・ハミルトン〈ジャッジ・ラインホルド〉）
- バットマン リターンズ ※ソフト版
- ハットンガーデン・ジョブ（ブライアン〈ラリー・ラム〉）
- ハッピー・エンディング（フランク〈トム・アーノルド〉）
- バティニョールおじさん（バティニョール〈ジェラール・ジュニョ〉）
- バトル・オーシャン 海上決戦（藤堂高虎〈キム・ミョンゴン〉）
- バトルクリーク・ブロー（ロバート・クワン）
- バニシングIN TURBO（コリンズ・ヘッジワース〈ポール・リンク〉）
- パニック・イン・テキサスタワー（チャールズ・ジョセフ・ホイットマン〈カート・ラッセル〉）
- バファロー大隊 ※NET版
- 巴里のアメリカ人（ジェリー〈ジーン・ケリー〉）※テレビ朝日版
- パリは燃えているか（ワレンと一緒にいるGI〈スキップ・ワード〉）
- ハロー・ドーリー!（コーネリアス・ハックル〈マイケル・クロフォード〉）※TBS版
- バンデットQ（ランドール）
- ビーチレッド戦記 ※NET版
- ビッグ・ウェンズデー（スリック〈デニス・アーバーグ〉）
- ビッグケーヒル
- ヒットマン 完全無修正版（ユーリ・マルクロフ〈ロバート・ネッパー〉）
- ビバリーヒルズ・コップ（ビリー・ローズウッド〈ジャッジ・ラインホルド〉[84]）※テレビ朝日版
- ピラミッド（センタ〈デューイ・マーティン〉）※フジテレビ版
- ビリー・ザ・キッド/21才の生涯（イーノ〈ルーク・アスキュー〉、チャーリー〈チャールズ・マーティン・スミス〉）
- ファール・プレイ
- ファイナル・デスティネーション（ヴァイン捜査官〈ダニエル・ローバック〉）
- ファンタズム（ジョディ・ピアソン〈ビル・ソーンベリー〉）
- 54 フィフティ★フォー（大使〈マイケル・ヨーク〉）※Netflix版
- プライド 栄光への絆（ゲイリー・ゲインズ〈ビリー・ボブ・ソーントン〉）
- フライングハイ（テッド・ストライカー〈ロバート・ヘイズ〉）
- ブラックジャック（トーマス〈ソウル・ルビネック〉）※テレビ朝日版
- プラットフォーム（トリマガシ〈ソリオン・エギレオール〉[85]）
- フランケンシュタイン（ロバート・ウォルトン〈エイダン・クイン〉）※テレビ朝日版
- フリー・ウィリー 自由への旅立ち（ガス〈ボー・ブリッジス〉）
- プリズン・フリーク（刑務所長〈ディラン・ベイカー〉、ワインの試飲人〈マイケル・ヒッチコック〉）
- ブリット（エディ〈ジャスティン・タール〉）※テレビ朝日版
- プリティ・ウーマン（フィリップ・スタッキー〈ジェイソン・アレクサンダー〉）※TBS版
- フル・コンタクト（ジャッジ〈サイモン・ヤム〉）
- フルスピード 悪魔のフル・チューン（ホルツバウアー）※テレビ東京版
- ブルベイカー（ラリー・リー・バレン〈デヴィッド・キース〉）
- フレンジー（ロバート・“ボブ”・ラスク〈バリー・フォスター〉）※BD版
- プロジェクトA（ジャガー〈ユン・ピョウ〉[86]）※テレビ朝日版
- プロジェクトBB（洪峰〈チェン・バオグォ〉）
- フロム・ダスク・ティル・ドーン（ジェイコブ・フラー〈ハーヴェイ・カイテル〉）※Netflix版
- BUNRAKU（語り〈マイク・パットン〉）
- ペーパーチェイス（ホテル支配人）
- 北京原人の逆襲（チャーリー）
- ペット・セメタリー（ルイス・クリード〈デイル・ミドキフ〉）※ソフト版
- 別離
- ベニスに死す（アルフレッド〈マーク・バーンズ〉）
- ペンタグラム/悪魔の烙印 ※テレビ朝日版
- ホーム・アローン5（シンクレア〈マルコム・マクダウェル〉）
- 暴走機関車（バック〈エリック・ロバーツ〉）※TBS版、（フランク・バーストゥ）※テレビ朝日版
- ぼくたちのチーム（ウォルター〈マイケル・マケルハットン〉）
- ポセイドン・アドベンチャー（ハリソン船長〈レスリー・ニールセン〉）※BS-TBS版
- ボディ・ターゲット ※ソフト版
- 炎のランナー（ハロルド・エイブラハムス〈ベン・クロス〉）
- ホビット三部作（ラダガスト〈シルベスター・マッコイ〉）
  - ホビット 思いがけない冒険
  - ホビット 竜に奪われた王国
  - ホビット 決戦のゆくえ[87]
- ポリス・ストーリー/香港国際警察（検事）※フジテレビ版追加収録部分
- ホワイト・クリスマス（ジョン〈ジョン・ブラシア〉）※フジテレビ版
- ホワイトハウスの陰謀（ステングル刑事〈デニス・ミラー〉）
- 香港国際警察/NEW POLICE STORY（ジョーの父〈スン・チュン〉）
- マシンガン・パニック/笑う警官（ジミー）
- M★A★S★H マッシュ（レーダー・オライリー伍長）※LD版
- 摩天楼を夢みて（ジョン・ウィリアムソン〈ケヴィン・スペイシー〉）
- 真昼の用心棒（スコット・ジュニア〈ニーノ・カステルヌオーヴォ〉）※テレビ東京版
- マリア・マザレロ しあわせな家（ドン・ボスコ）
- ミクロの決死圏 ※フジテレビ版
- Mr.3000（ボーカ〈マイケル・リスポリ〉）
- 未来警察（マーヴィン〈スタン・ショウ〉）
- 名探偵ベンジー（ベンジャミン・ブラウニング〈チェビー・チェイス〉）
- モーガン プロトタイプL-9（シャピロ博士〈ポール・ジアマッティ〉）
- 燃えよドラゴン（パーソンズ〈ピーター・アーチャー〉）※テレビ朝日版
- 目撃者（アラン・クランサー）
- モン・パリ
- 奴らを高く吊るせ!（ビリー・ジョー）
- 山猫は眠らない2 狙撃手の掟（ジェームズ・エックルズ〈ダン・バトラー〉）※テレビ東京版
- ヤング・フランケンシュタイン（医学生）※LD版
- ヤングマスター 師弟出馬（ティン師匠〈ティエン・ファン〉[88]）※ソフト版
- …YOU…（ニック〈ロバート・F・ライオンズ〉）※フジテレビ版
- ユーズド・カー（ジェフ〈ゲリット・グレアム〉）
- 遊星からの物体X（ノールス〈T・K・カーター〉）
- 夜の道（グラント・マクレーン〈ジェームズ・ステュアート〉）※ソフト版
- 楽園の瑕（「西毒」欧陽鋒〈レスリー・チャン〉）
- ラストベガス（サム〈ケヴィン・クライン〉）
- ラッシュアワー2（リッキー・タン〈ジョン・ローン〉）
- ラ・ヨローナ〜泣く女〜（ペレス神父〈トニー・アメンドーラ〉）
- リーグ・オブ・レジェンド/時空を超えた戦い（M〈リチャード・ロクスバーグ〉）
- リクルート（デニス・スレイン）
- 理由なき反抗（クランチ〈フランク・マッゾラ〉、ムーズ〈ニック・アダムス〉）※TBS版
- 緑園の天使（マイ・テイラー〈ミッキー・ルーニー〉）※テレビ東京版
- レーサー
- レイダース/失われたアーク《聖櫃》（サティポ〈アルフレッド・モリーナ〉）※日本テレビ版
- レイチェルの結婚（ポール〈ビル・アーウィン〉）
- レジェンド・オブ・ゾロ（フレイ・フェリペ神父〈ジュリオ・オスカー・メチョソ〉）※ソフト版
- レッドブル（スタッブス警部補〈ローレンス・フィッシュバーン〉）※テレビ朝日版
- レプリカント（スタン・レイズマン〈イアン・ロビンソン〉）※テレビ東京版
- レマゲン鉄橋（グレブス〈ボー・ホプキンス〉）※TBS版
- ローヤル・フラッシュ（エリック・ハンセン〈クリストファー・カザノフ〉）
- ロミオとジュリエット（マキューシオ〈ジョン・マケナリー〉）※テレビ朝日版
- ロング・キス・グッドナイト（ルーク / ダエダルス〈デヴィッド・モース〉）※ソフト版
- ロンゲスト・ヤード（ジェームズ・ファレル〈ジェームズ・ハンプトン〉）※東京12ch版
- ワーロック ※テレビ朝日版
- ワイオミング（ワイエス〈ジョン・グローヴァー〉）
- ワイルドカード（ベイビー〈スタンリー・トゥッチ〉）
- ワイルド・パーティー（ハリス・オールスワース〈デビッド・ガリアン〉）※フジテレビ版
- ワイルドバンチ（クレージー・リー〈ボー・ホプキンス〉）
- 私を助けて/吹雪が恐怖を運んでくる・人妻監禁事件（ケニー〈リチャード・トーマス〉）
- ワン・オン・ワン
- ワンス・アポン・ア・タイム・イン・チャイナ外伝/天地笑覇（ケン〈レオン・カーフェイ〉）
- ワンダー・ボーイズ（テリー・クラブツリー〈ロバート・ダウニー・Jr〉）

#### ドラマ
- アウトランダー（ネッド・ガウアン〈ビル・パターソン〉）
- アメリカン・ヒーロー
- アリー my Love
- 海の救助隊レスキュー5（フィル・トライヤル〈エリック・オルドフィールド〉）
- NCIS: ニューオーリンズ シーズン4 #6（ボー・ラサール）
- NCIS 〜ネイビー犯罪捜査班 シーズン8 #22（フランク・ライミー）
- エレメンタリー2 ホームズ&ワトソン in NY #16（リチャード・バルシール〈ビル・アーウィン/Bill Irwin〉）
- おしどり探偵（ル・マシャン〈マイケル・ジェイェス〉）
- カウボーイビバップ
- 華麗なるペテン師たち3（ヨーク警部）
- 騎馬警官 シーズン1 #2（ハワード医師）
- 宮廷女官チャングムの誓い（ハン・ドンイク）
- クリスマス・マジック プレゼントはお天気マシーン（マルティーノ）
- 刑事コロンボシリーズ
  - 刑事コロンボ 黒のエチュード（ポール・リフキン）※日本テレビ版
  - 刑事コロンボ 逆転の構図（アルヴィン・ダシュラー）
  - 刑事コロンボ ルーサン警部の犯罪（監督）
  - 新・刑事コロンボ 初夜に消えた花嫁（グッドマン刑事）
- 刑事スタスキー&ハッチ シーズン1 #5（クランドール〈ジョージ・ズンザ〉）
- ケネディ家の人びと（リンドン・ジョンソン〈ドン・アリソン〉）
- コールドケース2 #16（ルディ・タナー）
- コールドケース7 ザ・ファイナル #9（ダレン）
- 項羽と劉邦 King's War（劉邦〈チェン・ダオミン〉）
- 孔子（孔丘〈チュウ・ガンリーヤオ〉）
- 三国志演義（魏延）※NHK-BS2版
- CSI:科学捜査班（ギル・グリッソム〈ウィリアム・ピーターセン〉）
  - CSI: ベガス[89]
- シカゴホープ2（ジョン・サットン〈ジェイミー・シェリダン〉）※テレビ朝日版
- 上海灘（ブン〈チョウ・ユンファ〉）
- ジョーイ シーズン1 #11（ジェリー）
- 私立探偵マグナム（オーヴィル・“リック”・ライト〈ラリー・マネッティ〉）※TBS版
- 人造人間クエスター（チェン博士〈ジェームズ・シゲタ〉）
- スーパーストーム（カッツェンバーグ〈トム・サイズモア〉）
- スタートレック:ヴォイジャー（アートゥリス）
- 曹操（王允〈李暁文〉）
- ターザンの大冒険（ペルパ）※NHK-BS2版
- ダイナスティ（マシュー・ブレーズデル〈ボー・ホプキンス〉）
- ダイノトピア（サイラス・クラッブ〈デヴィッド・シューリス〉）※ソフト版
- タイムレス（ベンジャミン・ケイヒル〈ジョン・ゲッツ〉）
- TABOO（ブレイス）
- CHASE/逃亡者を追え!（パブロ・コルドヴァ）
- 地上最強の美女たち!チャーリーズ・エンジェル
  - シーズン1 #19（トニー・ボーディネー）
  - シーズン2 #24（デニー・レイルズバック〈ダーク・ベネディクト〉）
- 超音速攻撃ヘリ エアーウルフ
  - シーズン2 #1（ボビー）
  - シーズン3 #9（グスタヴォ）
- ディフェンダーズ 闘う弁護士（ニック・モレリ〈ジェームズ・ベルーシ〉）
- デスパレートな妻たち5（ブルース）
- 特捜刑事マイアミ・バイス
  - シーズン1 #9（ジョーイ・ブラムレット〈キース・ザラバッカ〉）、#21（エヴァン・フリード〈ウィリアム・ラス〉）
  - シーズン2 #15（キャット）
- 特捜班CI-5（ドイル〈マーティン・ショウ〉）
- ドクタークイン 大西部の女医物語（ダニエル・サイモン〈ジョン・シュナイダー〉）
- 特別狙撃隊S.W.A.T. シーズン1 #6（ブライアン・バーンズ）、#11（トルーパー）
- トレイター/TRAITOR 国を売った男（ヴァレリ・ブロック〈マルトゥ・ヌルク〉[90]）
- ナイトライダー（K.I.T.T.[ナイト2000]）
- ナイトライダーNEXT（K.I.T.T.[ナイト3000]）
- ナンシーはお年頃（獣医の青年）
- バーン・ノーティス 元スパイの逆襲（トニー、レインズ）
- 爆発!デューク（イーノス・ストレート〈ソニー・シュロイヤー〉）
- パパにはヒ・ミ・ツ（トム〈ラリー・ミラー〉）
- ヒルストリート・ブルース シーズン1 #5（ブルース・ウォーニック）
- ふたりは最高!ダーマ&グレッグ シーズン2 #11（デヴィッド・サンダース〈カート・フラー〉）
- ホワイトチャペル 終わりなき殺意（レイ・マイルズ）
- 魔術師 MERLIN（アレディアン〈チャールズ・ダンス〉）
- Mr.ビーン（ナレーション）
- ミスター・ベンソン シーズン1 #15（エド・シャーマン）
- ミセス・コロンボ（ジェイ・ジョンソン）
- ムーン・パニック
- 名探偵登場〜ルーク教授 ロンドン殺人事件（ジミー〈レイ・ローソン〉）
- 名探偵モンク シーズン3 #4（ブルックス〈サヴェリオ・グェルラ〉）
- THE MENTALIST メンタリストの捜査ファイル（アーノルド・ネイル）
- よみがえり 〜レザレクション〜（ヘンリー・ラングストン〈カートウッド・スミス〉）
- ラバーン&シャーリー（ノーマン・ヒューズ巡査）
- ローハイド（ヘイ・スース〈ロバート・カバル〉）
- ロスト・ガール（トリック〈リック・ホウランド〉）

#### テレビ番組
- ジェリー・スプリンガー・ショー（ジェリー・スプリンガー）

#### アニメ
- あの夏のルカ（トンマーゾ[91]）
- サミーとシェリー 七つの海の大冒険（オールドサミー、ナレーター）
- サミーとシェリー2 僕らの脱出大作戦（サミー）
- 少年勇者ギルドン[92]
- バッタ君町に行く ※フジテレビ版2
- ロボッツ（クランク・ケイシー）

#### 人形劇
- 地球防衛軍テラホークス（ヒロ）

### ボイスオーバー
- 日立 世界・ふしぎ発見!
- 美の巨人たち
  - 新美の巨人たち（清方の言葉朗読）
- 奇跡のレッスン

### テレビドラマ
- 特別機動捜査隊（1961年 - 1977年）
- 七人の刑事（1967年）
- 丸太と包丁（1968年）
- 大河ドラマ 竜馬がゆく（1968年、NHK） - 利三
- お嫁さん  第6話（1968年 - 1969年、フジテレビ） - クリーニング店御用聞き
- 坊っちゃん（1970年、日本テレビ）
- おれは男だ! 第39話（1972年、日本テレビ） - 清水千加の兄
- 闘え!ドラゴン 第1 - 3、8話（1974年、東京12チャンネル） - マジン リャンの声
- バラ色の人生 最終話（1974年、TBS）
- ふしぎ犬トントン（1978年、フジテレビ） - 野山
- 東京全力少女 第1話（2012年、日本テレビ） - 四国高速バスの車内アナウンス

### テレビ番組
- 『NHKスペシャル 沸騰都市 第8回 「TOKYOモンスター」』内、短編アニメーション（三田）
- 原子の力を解放せよ 〜戦争に翻弄された核物理学者たち〜（声の出演）
- ミュージックステーション（K.I.T.T.[ナイト2000]の声）

### 映画
- 激動の昭和史 軍閥（1970年）
- クヒオ大佐（2009年、ナレーション）

### 特撮
- 快獣ブースカ（1966年、第1話の自満軒の出前持ち）
- ウルトラセブン（1968年、第28話の1号車の男〈キル星人〉）
- マイティジャック（1968年、第13話の三村カメラマン）
- イナズマンF（1974年、ジシャクデスパーの声）
- アクマイザー3（1976年、カサドラーの声、コマイヌーンの声）
- スーパー戦隊シリーズ
  - 秘密戦隊ゴレンジャー（1976年、ダイヤモンド仮面の声、鳥牙仮面の声）
  - 天装戦隊ゴセイジャー（2010年、ズテラメドロプ星人・研究のアバウタの声）
- UFO大戦争 戦え! レッドタイガー（1978年、ロボQ〈声〉、ナレーター）

### 人形劇
- こどもにんぎょう劇場「おおかみと7匹のこやぎ」（おおかみ）

### テレビナレーション
- 池上彰が選ぶ 日本の運命を決めたニュース
- ここがポイント!!池上彰解説塾
- ここんちプラネッと!
- 史上最強のクイズ王決定戦
- スーパーJチャンネル
- 土曜スペシャル
- ファイトフィッシング
- メイドインジャパン研究所〜暮らしを変える魔法の技術〜

### ラジオ
- お話でてこい（朗読）

### ラジオドラマ
- 播磨灘物語（1975年、KBC・九州朝日放送）
- 夜のドラマハウス
- ラジオ劇場 下町ロケット

### CMナレーション
- クローバー ガンダムDX合体セット（1979年）
- 絶対無敵ライジンオー 玩具CM（1991年）
- ココスジャパン（2011年）
- サッポロ一番ソース焼きそば（1990年）
- ダイソン ダイソン掃除機（2009年）
- 不二家 ザ・ギンザ（1982年）

### パチンコ・パチスロ
- 銀座「パチスロ ナイトライダー」（K.I.T.T.〈ナイト2000〉）

### その他コンテンツ
- 東京国立博物館「対決 巨匠たちの日本美術」音声ガイド（木喰）
- プラスエスト「きゃらナビ CNS-2000NA」type NAs（ボイス）
- モニターリサーチ
  - 「カーセキュリティ GOOD NIGHT SC2000」（ボイス）
  - 「ボイスマイスター ギルシード」GS-R05スペシャルエディション/GVZ-01（ボイス）
- ウルトラセブンとペリーヌちゃんのなぞなぞクイズレコード（小学館の幼稚園1978年11月号付録のソノシート）（ウルトラセブンの声）